# Hillgroven
Hillgroven település Németországban, Schleswig-Holstein tartományban. Lakosainak száma 55 fő (2023. december 31.).

## Népesség
A település népességének változása:
| Lakosok száma | 126  | 65   | 60   | 59   | 58   | 55   |
|               | 1975 | 2017 | 2019 | 2021 | 2022 | 2023 |